# Marisa Marco
Marisa Marco (Madrid, 15 de marzo de 1946-17 de junio de 2017) fue una actriz de voz española.

## Trayectoria
Voz reconocible para varias generaciones de españoles, su doblaje más emblemático fue el de Heidi en el anime homónimo, que se emitió en España en 1975-1976. Marco tomó el testigo de Selica Torcal, que había doblado al personaje durante los 20 primeros episodios de la serie.
Especialmente reconocida en los años 1970, intervino además en algunas de las otras producciones televisivas más célebres de la época, prestando su voz a personajes como el de Tommy en Pippi Calzaslargas (emitida en España en 1974-1975), el de Mary Ingalls (Melissa Sue Anderson) en La casa de la pradera, emitida entre 1975 y 1983 o el de Jo (Sally Thomsett) en Un hombre en casa (1977-1978).
Con posterioridad intervino en el doblaje de series como Fama (Doris), Cheers (Lillith),  Sensación de vivir (Cathy Garson), o Dos hombres y medio (Berta), Sense8 (Yrsa), Sailor Moon (Raquel Meioh y Andrea Tomoe) y Mamá contra corriente (señora Hardwick).